# تشارلز هيو أليسون
تشارلز هيو أليسون (1882 في المملكة المتحدة - 20 أكتوبر 1952 في جنوب أفريقيا) (بالإنجليزية: Charles Hugh Alison)‏ هو لاعب كريكت بريطاني. لعب مع نادي مقاطعة سومرست للكريكت ‏ وBuckinghamshire County Cricket Club ‏.

## وصلات خارجية
- تشارلز هيو أليسون على موقع إي آس بي آن كريك إنفو (الإنجليزية)